# مغرفة

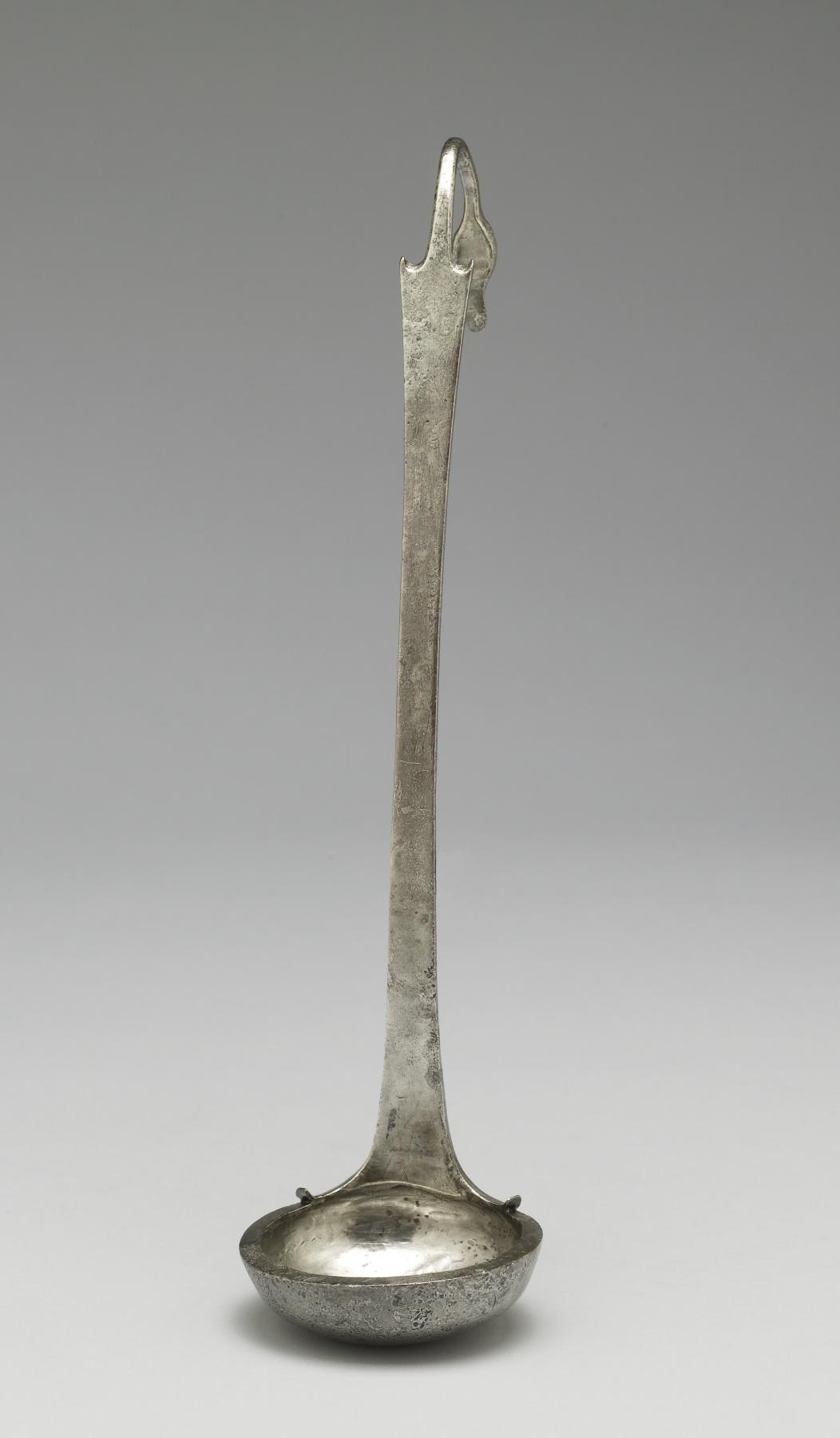

المِغْرَفَة من أواني وأدوات المطبخ تشبه الملعقة إلا أنها تكبرها حجما (بذراع أطول ووعاء أعمق وأكبر). تستخدم في نقل الأكل عادة من أواني أكل كبيرة إلى أواني تقديم (كالصحون). ونجد صنفا من المغارف بذراع مرتبطة شاقوليا بالوعاء تستعمل لغرف الماء أو السوائل من الدلاء قصد الشرب مثلا.
تصنع من عدة مواد، فقد نجدها خشبية أو معدنية (مصنوعة من الفضة أو القصدير أو الحديد) أو بلاستيكية وحتى زجاجية.